# Rio Lava Tudo
Rio Lava Tudo är ett vattendrag i Brasilien.   Det ligger i delstaten Santa Catarina, i den södra delen av landet, 1 400 km söder om huvudstaden Brasília.
I omgivningarna runt Rio Lava Tudo växer i huvudsak städsegrön lövskog. Trakten runt Rio Lava Tudo är nära nog obefolkad, med mindre än två invånare per kvadratkilometer.